# André Dupin
André Marie Jean Jacques Dupin, född 1 februari 1782, död 8 november 1865, var en fransk politiker, bror till Charles Dupin.
Dupin gjorde sig tidigt bemärkt som advokat och vann stor popularitet genom att 1815 tillsammans med Pierre-Antoine Berryer våga försvara Michel Ney. Dupin blev under restaurationen det liberala partiets mest anlitade advokat i politiska processer. Han valdes till deputerad 1826, och tog livlig del i julirevolutionen och de politiska strider, som närmast föregick. Från 1817 hade han varit hertigen av Orléans juridiske rådgivare och ägde i hög grad dennes förtroende. Det var Dupin, som under revolutionsdagarna lyckades övertala hertigen att som fransmännens kung ta namnet Ludvig Filip i stället för Filip VII, vilket senare föreslagits för att understryka ordningsföljden inom dynastin. Han förklarade, att hertigen av Orléans kallades till tronen inte för att han var en Bourbon, utan trots att han var det. Ludvig Filip utnämnde honom till procureur-général vid kassationsdomstolen. Som sådan ådagalade Dupin stor bestämdhet, och under de första åren av julimonarkin ingrep han kraftigt mot de liberala strömningar, som han nu definitivt övergett. 1832-40 var han deputeradekammarens president, och utövade som sådan ett stort inflytande. Han sätt att leda förhandlingarna och att, när så påfordrades upprätthålla även gentemot ministrarna kammarens rättigheter samt talartribunens frihet gav honom allmän respekt, även om han hade lätt att förivra sig. Som talare utmärkte han sig för en klar och livfull framställning men var häftig och ibland trivial. Efter att troget stött julimonarkin godtog han lika oförbehållsamt 1848 års republik. Senare svängde han på nytt och var en av de första som stödde Ludvig Napoleon. Redan 1851 uttalade han sig för förlängning av presidenttiden och författningens omändring. Dupin kvarstod som procureur-général men begärde avsked, när familjen Orléans egendom konfiskerades. År 1857 emottog han på nytt detta ämbete. Från 1831 var han medlem av Franska Akademien.